# Victrix lichenodes
Victrix lichenodes är en fjärilsart som beskrevs av Charles Boursin 1969. Victrix lichenodes ingår i släktet Victrix och familjen nattflyn. Inga underarter finns listade i Catalogue of Life.